# Amt Oberstein (Kurtrier)
Das gemeinschaftliche Amt Oberstein war ein vom 14. Jahrhundert bis 1794 bestehender Verwaltungs- und Gerichtsbezirk mit Landeshoheit beim Kurfürstentum Trier.

## Geschichte
Oberstein war Stammsitz der Herren von Oberstein (lateinisch de Petra, de Lapide). Zur Sicherung der Macht in ihrem Herrschaftsbereich trugen Werner und Eberhard von Oberstein am 6. April 1197 die Herrschaft dem Erzbischof Johann von Trier zu Lehen auf. Werner und Eberhard von Oberstein räumten darauf Trier das Öffnungsrecht an Burg Bosselstein ein. In den folgenden Jahrhunderten kam es zu einer Vielzahl von Verpfändungen und Besitzwechseln. Der Besitz der Herrschaft Oberstein ging an die Linie Daun-Oberstein und später Daun-Falkenstein über. Wilhelm Wirich von Daun-Falkenstein († 1682), der letzte der Linie, vererbte die Herrschaft Oberstein seiner Tochter. Kurtrier erklärte das Lehen für erledigt und zog es ein. Kurfürst Carl Caspar von Trier ließ am 12. Januar 1664 Oberstein durch seinen Landeshauptmann Philipp Sparnagel besetzen, um die kurtrierschen Ansprüche durchzusetzen. 1680 gab Trier das Amt als Lehen an Leiningen-Heidesheim. Als die Linie 1766 mit Graf Reinhard im Mannesstamm erlosch, belehnte Kurtrier 1773 den Grafen Philipp Ferdinand von Limburg-Styrum mit 2/3 und behielt selbst 1/3.
1779 wurde der trierische Ort Mittelreidenbach aus dem Amt St. Wendel aus und zum Amt Oberstein eingegliedert.
Die Amtsbeschreibung von 1784 nennt folgende Bestandteile des Amtes:
| Ort              | Feuerstellen |
| ---------------- | ------------ |
| Oberstein        | 147          |
| Idar             | 55           |
| Breungenborn     | 10           |
| Mittelreidenbach | 30           |
| Nahbollenbach    | 50           |
| Vollmersbach     | 23           |

Mit der Einnahme des Linken Rheinufers durch französischen Revolutionstruppen wurde das Amt nach 1794 aufgelöst. Als Ergebnis des Wiener Kongresses wurde das Fürstentum Birkenfeld geschaffen. Dort wurde erneut ein Amt Oberstein gebildet.